# Sin Reaper 3D
Sin Reaper 3D ist ein deutscher Horrorslasher-Kinofilm von Sebastian Bartolitius.

## Handlung
Die junge Amerikanerin Samantha Walker leidet seit ihrer Kindheit unter schrecklichen Alpträumen, die sie während ihrer Therapiesitzungen mit Zeichnungen zu verarbeiten versucht.
Als sie herausfindet, dass der Schauplatz ihrer Träume, eine deutsche Klosterfestung aus dem Mittelalter, tatsächlich existiert, reist sie nach Europa um vor Ort weitere Nachforschungen anzustellen.
Doch ihre Recherchen im Kloster, das inzwischen ein Museum ist sowie in dem nahe gelegenen kleinen Dorf, führen zu keinem Ergebnis.
Zwar erkennt sie zahlreiche Details aus ihren Träumen wieder, doch die Einheimischen sind Fremden gegenüber misstrauisch und breiten einen Mantel des Schweigens über die Vergangenheit und einen schrecklichen Vorfall der vor 13 Jahren zur Aufgabe des Klosters geführt hat.
Bei einer Museumsführung lernt Samantha den amerikanischen Backpacker Sascha Jones kennen.
Begleitet von Sascha, der mehr als nur Gefallen an ihr gefunden hat, bricht Samantha schließlich nachts in das Kloster ein, in der Hoffnung die Hinweise zu finden, die man bei Tag vor ihr zu verbergen sucht.
Doch sie sind nicht die einzigen, die in den uralten Mauern umher schleichen.
Saschas Freunde RJ, Richard, Melanie und Jenny haben Samanthas Psychopharmaka gefunden und sind den beiden in Sorge um ihren Freund gefolgt.
Zur gleichen Zeit hat es ein Einbrecher auf eine im Museum ausgestellte Reliquie abgesehen.
Schon bald müssen sie erkennen, dass jemand bereit ist über Leichen zu gehen, um das dunkle Geheimnis des Klosters zu bewahren.
Um zu überleben, muss sich Samantha dem Sin Reaper und der Wahrheit ihrer eigenen Herkunft stellen.

## Produktion
Die Koproduktion von Fairground Media, Urwerk Filmproduktion und GenenrationXGroup wurde 2010 als reine Independent-Produktion ohne Filmförderung realisiert.
Sowohl für Hauptdarstellerin Helen Mutch, als auch ihre Kollegen Lance Henriksen, Hazuki Kato und Andrew James Porter war es der erste Dreh in Deutschland überhaupt.
Im November 2012 erschien Sin Reaper erstmals auf DVD in Japan.
Im Frühjahr 2013 folgte der US Release in der Reihe "Fangoria Presents" auf DVD, Bluray und VOD.
Kurz darauf wurde Sin Reaper als potentieller Kandidat für die Fright Meter Awards nominiert.
In Deutschland erschien der Film im Oktober 2013 auf DVD und 3D-Bluray.

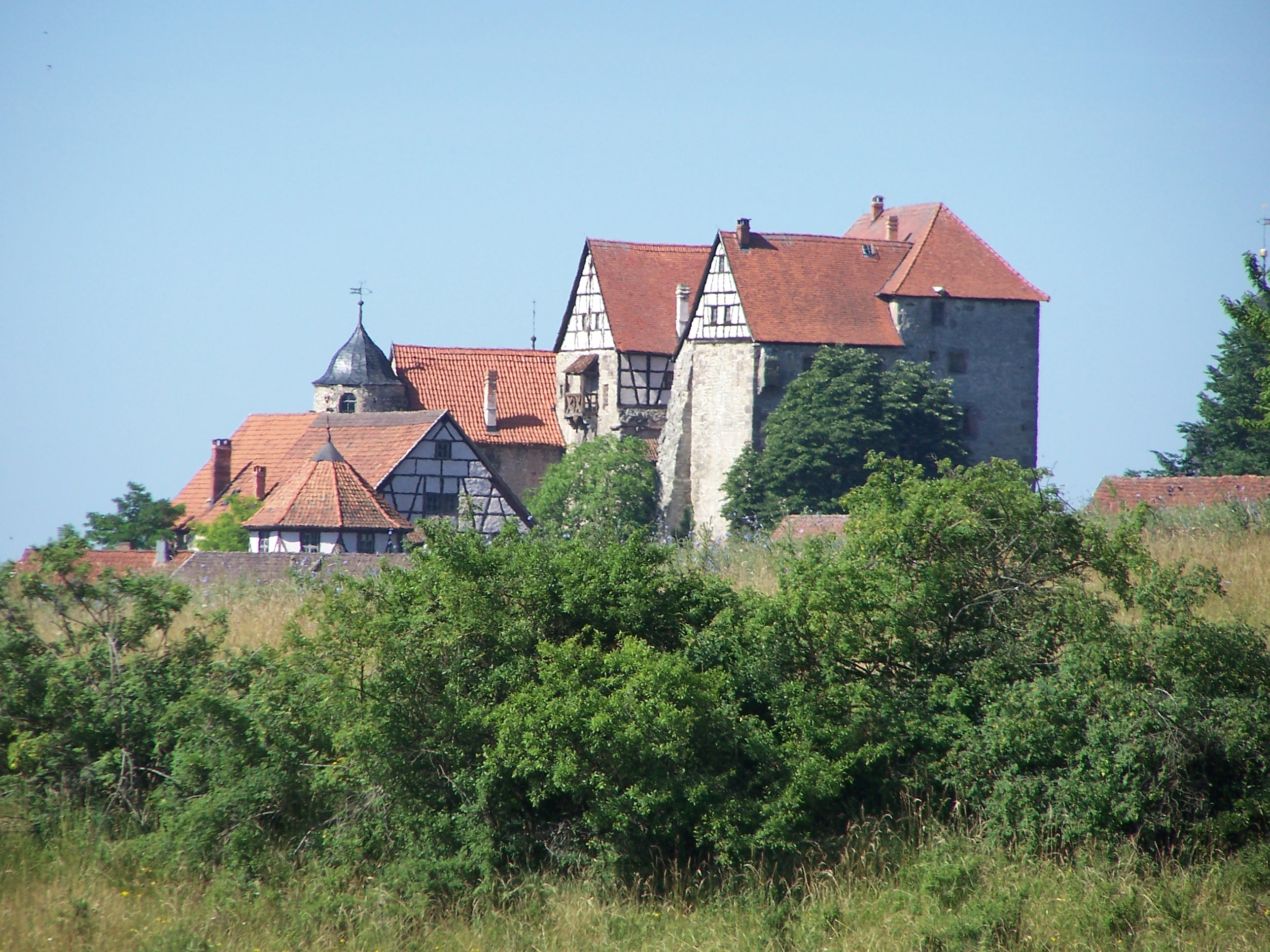
Hier fanden die Dreharbeiten zu „Sin Reaper 3D“ statt.

### Drehorte
Hauptdrehort für Sin Reaper war die Johanniterburg Kühndorf in Kühndorf (Thüringen), eine Klosterfeste aus dem 13. Jahrhundert.
Daneben wurden einzelne Szenen noch in Stuttgart und Umgebung gedreht.

### Hommagen
Sin Reaper 3D ist eine Hommage an die klassischen Slasher-Filme der 80er und 90er Jahre.
Er greift Elemente auf aus Halloween, Freitag der 13., Scream u. a.